# Mitzpe Shalem
Mitzpe Shalem (en hebreo: מצפה שלם) es un asentamiento israelí y un antiguo kibutz ubicado al este de Cisjordania. Se localiza cerca de la Carretera 90, a unos 21 km al norte de Ein Guedi, y a 10 km (6.2 millas) al norte de la Línea Verde, aproximadamente a un kilómetro de la costa occidental del mar Muerto; es la comunidad más meridional de la jurisdicción del Concejo Regional de Meguilot. En 2017 tenía una población de 184 habitantes. La comunidad internacional considera que los asentamientos israelíes en la Cisjordania ocupada son ilegales, según el derecho internacional, pero el gobierno israelí no está de acuerdo con esta afirmación.

## Historia
La comunidad fue fundada en 1970 como un asentamiento de la brigada Nahal en las tierras de Cisjordania que Israel ocupó durante la Guerra de los Seis Días de 1967. La aldea funcionó como un kibutz hasta el año 1976. Mitzpe Shalem fue construida en las tierras confiscadas a los ciudadanos palestinos de Tuqu.
Hoy en día es un kibutz renovado, que ha sido privatizado, y se considera una comunidad cooperativa, por lo que ya no pertenece al movimiento kibutz. El asentamiento fue nombrado en honor de Nathan Shalem, quien investigó el desierto de Judea, el lugar donde se encuentra el kibutz.

## Economía
La economía del kibutz depende de la agricultura, el turismo, y la industria. En la agricultura, el kibutz tiene un huerto de palmeras con un área de unos 400 dunams y una cooperativa agrícola que cría pavos. El turismo solía incluir la Playa Mineral en el mar Muerto, con sus baños mejorados con azufre; una playa habilitada para nadar, que ahora está cerrada, debido al daño causado por los sumideros; y un motel situado cerca de los acantilados de Deragot. La industria se deriva de la fabricación de productos de la empresa Ahava Skin Care, en los laboratorios de la compañía local. En septiembre de 2016, Ahava fue vendida a un conglomerado chino, pero la empresa no se reubicó, y todavía ofrece puestos de trabajo a los miembros de la comunidad. Ahava fabrica cosméticos a base de minerales del mar Muerto. Una fábrica para refinar estos productos químicos se encuentra en el kibutz. En 2009 una campaña de boicot impulsada por el movimiento propalestino Boicot, Desinversiones y Sanciones tomó como objetivo a la empresa Ahava Skin Care por llevar a cabo sus actividades económicas en la Cisjordania ocupada por Israel. Las protestas se llevaron a cabo en las tiendas de cosméticos situadas en Israel y en los Estados Unidos.
La organización israelí en favor de los derechos humanos B'Tselem dijo que la explotación de los recursos de los territorios palestinos ocupados está prohibida por el derecho internacional, y ha pedido al gobierno israelí que ponga fin a sus actividades económicas en los territorios ocupados.